# 瀬尾まいこ
瀬尾 まいこ（せお まいこ、本名：瀬尾 麻衣子、1974年1月16日 - ）は、日本の小説家。
『卵の緒』(2002年)で作家デビューし、2011年に退職するまで、中学校教諭の傍ら執筆。厳しい現実を描くこともあるが温かみ溢れる作風で好評を得る。作品に『幸福な食卓』(2004年)、『戸村飯店青春100連発』(2008年)、『君が夏を走らせる』(2017年)など。

## 経歴
大阪府大阪市生まれ。奈良県奈良市在住。大谷女子大学文学部国文学科卒業。中学校の国語講師を9年務めた後、2004年、30歳のときに京都府の中学校教員採用試験に合格。2005年から2011年に退職するまでは中学校で国語教諭として勤務する傍ら執筆活動を行なっていた。また、35歳のときに体を壊して退職した際に執筆活動を2年間中断し保育士免許を取得。（保育士としての勤務経験はない。）
2014年、39歳のときに諦めていたが思いがけず女児を出産。自身の中学校勤務をもとにしたエッセイ『ありがとう、さようなら』も執筆している。
2001年（平成13年）、『卵の緒』で第7回坊っちゃん文学賞大賞を受賞する。同作を書いて応募したきっかけは「教員採用試験に落ち続けていたとき、何か自分のアピールポイントが欲しかった」と明かしている。
2001年旧・宮津市立日置中学校（閉校）に臨時講師で赴任し4年間勤務する。2002年（平成14年）11月、単行本『卵の緒』を上梓する。2005年（平成17年）、『幸福な食卓』で第26回吉川英治文学新人賞を受賞する。同年4月1日、京丹後市立久美浜中学校着任。2008年（平成20年）、『戸村飯店 青春100連発』で坪田譲治文学賞を受賞する。2010年（平成22年）4月1日、相楽東部広域連合立和束中学校に転勤。2011年（平成23年）3月31日、退職する。
2013年（平成25年）、咲くやこの花賞文芸その他部門受賞。2018年（平成30年）、『そして、バトンは渡された』で第31回山本周五郎賞で候補となる。2019年（平成31年）、『そして、バトンは渡された』で第16回本屋大賞受賞。
2020年、『そして、バトンは渡された』を担当した編集者が独立して「水鈴社」を立ち上げ、『夜明けのすべて』が同社の刊行第1作となった。

## 作風
- 細かいプロット作りやキャラクター設定はせず、書いているうちに主人公が見えてきて周囲と関わる人物もわかり、徐々に物語が動いてくる。中盤になると、物語の方向性と全体が分かってくる。執筆中に次の展開は考えるが、物語が動かないで困ることはない[8]。
- 家族の物語が多いが、愛情を注ぐのに血縁は関係は無いと思い、家族に限定しない人と人が関わることに関心があり、それを書く[6]。

## 作品リスト

### 小説
- 『卵の緒』マガジンハウス、2002年 (ISBN 4838713886)
- 『図書館の神様』マガジンハウス、2003年 (ISBN 4838714467)
- 『天国はまだ遠く』新潮社、2004年 (ISBN 4101297711)
- 『幸福な食卓』講談社、2004年 (ISBN 4062126737)
- 『優しい音楽』双葉社、2005年 (ISBN 4575235202)
- 『強運の持ち主』文藝春秋、2006年 (ISBN 4163249001)
- 『温室デイズ』角川書店、2006年 (ISBN 4048735837)
- 『戸村飯店 青春100連発』理論社、2008年 (ISBN 9784652079249)
- 『僕の明日を照らして』筑摩書房、2010年（ISBN 9784480804259）
- 『おしまいのデート』集英社、2011年（ISBN 9784087713893）
- 『僕らのごはんは明日で待ってる』幻冬舎、2012年（ISBN 9784344021709）
- 『あと少し、もう少し』新潮社、2012年（ISBN 9784104686025）
- 『春、戻る』集英社、2014年（ISBN 978-4087715484）
- 『花曇りの向こう』光村図書の中学一年の国語の教科書に掲載（書き下ろし）
- 『君が夏を走らせる』新潮社、2017年（ISBN 978-4104686032）
- 『そして、バトンは渡された』文藝春秋、2018年（ISBN 9784163907956)
- 『傑作はまだ』 エムオン・エンタテインメント、2019年  (ISBN 978-4789736855)
- 『夜明けのすべて』 水鈴社（発売：文藝春秋）、2020年  (ISBN 978-4164010013)
- 『その扉をたたく音』 集英社、2021年  (ISBN 978-4087717419)
- 『夏の体温』双葉社、2022年  (ISBN 978-4575244984)
- 『掬えば手には』講談社、2022年（ISBN 978-4-06-528248-9）
- 『私たちの世代は』文藝春秋、2023年（ISBN 978-4163917276）

### エッセイ
- 『見えない誰かと』祥伝社 2006年 (ISBN 4396681194)
- 『ありがとう、さようなら』メディアファクトリー、2007年 (ISBN 4840118787) / 角川文庫、2019年
- 『ファミリーデイズ』集英社、2017年（ISBN 978-4087711257）
- 『そんなときは書店にどうぞ』、2025年(ISBN 978-4-910576-00-8)

### アンソロジー
- 『Teen Age』他6名との共著。(ISBN 4575235091)
  - 収録作「狐フェスティバル」
- 『短篇ベストコレクション2004』(ISBN 9784198920814)
  - 収録作「眺めのいい場所」
- 『短篇ベストコレクション2006』ISBN 9784198924423)
  - 収録作「ゴーストライター」
  - 本作に加筆修正されたものが『戸村飯店青春100連発』の第1章にあたる
- 『Re‐born はじまりの一歩』(ISBN 9784408535258)
  - 収録作「ゴーストライター」
  - 本作に加筆修正されたものが『戸村飯店青春100連発』の第1章にあたる

### 映像化作品
- 『七子と七生〜姉と弟になれる日〜』NHKハイビジョンドラマ （原作「7's blood」『卵の緒』収録）2004年10月9日初回放送[18]
- 『幸福な食卓』映画化・2007年1月27日より公開[19]
- 『天国はまだ遠く』映画化・2008年11月8日より全国公開
- 『僕らのごはんは明日で待ってる』映画化・2017年1月7日より全国公開
- 『そして、バトンは渡された』映画化・2021年10月29日より全国公開[20]。
- 『優しい音楽～ティアーズ・イン・ヘヴン 天国のきみへ』テレビ東京新春ドラマスペシャル[21]・2022年1月7日放送
- 『夜明けのすべて』映画化・2024年2月9日より全国公開

### 雑誌掲載作品
連載
- ダ・ヴィンチ「ささいな毎日」
- 小説すばる「その扉をたたく音」（単行本化）

掲載作品
- 「夏の体温」（前篇） - 『小説推理』2021年10月号